# New York avec toi
Pour les articles homonymes, voir New York (homonymie).
Singles de Téléphone
Un autre monde Le jour s'est levé
Clip vidéo
[vidéo] « Téléphone - New York avec toi », sur YouTube
[vidéo] « Téléphone - New York avec toi (sur scène 1985) », sur YouTube
[vidéo] « Les Insus - New-York avec toi (sur scène 2017) », sur YouTube
Pistes de Un autre monde
Les Dunes Loin de toi (Un peu trop loin)
New York avec toi est une chanson pop rock du groupe Téléphone, enregistrée en single 45 tours, extrait de leur album Un autre monde de 1984, un des tubes emblématiques du groupe et du rock français des années 1980.

## Historique
Cette chanson est écrite et composée par les membres du groupe Jean-Louis Aubert (auteur-compositeur), et Louis Bertignac, Richard Kolinka, et Corine Marienneau (compositeurs), sur le thème « du rêve d'aller un jour en voyage à New York avec toi ». « Un jour, j'irai à New York avec toi, toutes les nuits déconner, et voir aucun film en entier, ça va d'soi, avoir la vie partagée, tailladée... ».
Après leur 4e album Dure Limite de 1983, Téléphone part se produire dans quelques clubs de New York (dont le CBGB de Manhattan) avec leur mini-tournée « Téléphone Blitz in New York City » de leur producteur François Ravard. Cette tournée inspire cette chanson de « rêve américain » à Jean-Louis Aubert qui décline « Un jour j'aurai New York au bout des doigts, on y jouera, tu verras, dans les clubs il fait noir, mais il ne fait pas froid... ».
En 1984, 8 ans après sa fondation en 1976, et 2 ans avant sa séparation, Téléphone enregistre ce 5e et dernier album Un autre monde, enregistré et produit par l'ingénieur du son britannique Glyn Johns, dans sa ferme-studio du Sussex en Angleterre,, à une heure de Londres. Le titre anglais In Paris est enregistré en face B du single, absente de l'album. L'album est classé 2e place des ventes d'albums en France, vendu à plus de 800 000 exemplaires, sacré Victoire de l'album rock des Victoires de la musique 1985. New York avec toi est le troisième single extrait de ce disque après Oublie ça et l'éponyme Un autre monde classé plusieurs semaines au Top 50. La chanson (un des tubes des discothèques des années 1980) est alors reprise (avec la chanson Marche à l'ombre de 1980, de Renaud) pour la musique de film du générique de la comédie française Marche à l'ombre, de Michel Blanc (1984), grâce à leur copain Gérard Lanvin, qui joue dans le film avec Michel Blanc.

## Crédits
- Jean-Louis Aubert : chant, guitare
- Louis Bertignac : chœur, guitare solo
- Corine Marienneau : chœur, guitare basse
- Richard Kolinka : batterie
- Paul « Wix » Wickens : accordéon
- Glyn Johns : production

## Reprises
Ce tube emblématique du groupe est réédité sur leurs nombreux albums compilations, dont Téléphone le live (1986), Rappels (1991), Téléphone - L'intégrale (1993), La Totale (1994), Une page de tournée (1994), Concert privé (1998), Téléphone illimité (2006), La Boîte à musique des Enfoirés (2013), Au cœur de Téléphone (2015), Les Insus Live (2017)...
La chanson est reprise par de nombreux interprètes, dont Graziella de Michele (1990), Les Bidochons (rebaptisés Les Bidophones) avec la parodie Bondy avec toi sur leur album Cache ton machin (1997), Yannick Noah et Guy Forget en compagnie de Bertignac et Aubert dans une émission de Nagui sur France 2 (2005), Thomas dans l'émission La Nouvelle Star (2009), Mat Bastard de Skip the Use aux Francofolies (2014)...

## Quelques spectacles
- 1985 : Concert SOS Racisme, place de la Concorde à Paris.
- 1998 : La Fièvre des années 80, aux Folies Bergère (nommé aux Molières 1999).
- 2013 : La Boîte à musique des Enfoirés (Les Restaurants du Cœur).

## Au cinéma
- 1984 : Marche à l'ombre, de et avec Michel Blanc, au générique[6].